# كريستيان نوشي
كريستيان نوشي (بالألبانية: Kristian Nushi‏) (21 يوليو 1982 في صربيا - ) هو لاعب كرة قدم ألباني في مركز الوسط. شارك مع منتخب ألبانيا لكرة القدم ومنتخب كوسوفو لكرة القدم. أما مع النوادي، فقد لعب مع نادي آراو ونادي سانت غالن ونادي فينترتور ونادي بريشتينا ونادي ويل وFC Tuggen ‏.

## روابط خارجية
- كريستيان نوشي على موقع قاعدة بيانات كرة القدم.إي يو (الإنجليزية)
- كريستيان نوشي على موقع ناشيونال فوتبول تيمز (الإنجليزية)
- كريستيان نوشي على موقع Soccerway.com (الإنجليزية)
- كريستيان نوشي على موقع عالم كرة القدم.نت (الإنجليزية)
- كريستيان نوشي على موقع AS.com (الإسبانية)